# هنريك أبوستل
هنريك أبوستل (بالبولندية: Henryk Apostel)‏ هو مدرب كرة قدم ولاعب كرة قدم بولندي في مركز الوسط، ولد في 29 يناير 1941 في بيطوم في بولندا. شارك مع منتخب بولندا لكرة القدم. أما مع النوادي، فقد لعب مع بولونيا وارسو وشلوسك فروتسلاو وليغيا وارسو.